# Platylabus altitudinis
Platylabus altitudinis là một loài tò vò trong họ Ichneumonidae.